# Zakopanská republika
Zakopanská republika či Republika Zakopané (polsky Rzeczpospolita Zakopiańska) byl státní útvar v Haliči s centrem v Zakopaném, který 13. října 1918 vytvořil vlastní parlament („Národní organizace“). Hlavním cílem parlamentu bylo připojení k nezávislému polskému státu. Dne 30. října Organizace oficiálně vyhlásila nezávislost na Rakousku-Uhersku a o dva dny později se stala „Národní radou“. Ta byla nakonec zrušena 16. listopadu, kdy Polský likvidační výbor převzal kontrolu nad Haličí.
Jediným prezidentem republiky byl polský spisovatel Stefan Żeromski.